# Fußball-Club Bayern München 2023-2024 (femminile)
Questa voce raccoglie le informazioni riguardanti il Bayern Monaco nelle competizioni ufficiali della stagione 2023-2024.

## Stagione
Nella stagione 2023-2024 il Bayern Monaco, allenato da Alexander Straus, concluse il campionato di Frauen Bundesliga al 1º posto. In Coppa di Germania il Bayern Monaco giunto a disputare la finale viene superato 2-0 dal Wolfsburg. In Champions League fu eliminato già alla fase a gironi.

## Divise e sponsor
Le divise presentavano la stessa grafica della squadra maschile del Bayern Monaco. Main sponsor era la società di servizi assicurativi e finanziari Allianz mentre quello tecnico, fornitore delle tenute da gioco, era Adidas.
| Casa | Trasferta | Terza Divisa |

## Rosa
Rosa, ruoli e numeri di maglia tratti dal sito ufficiale, aggiornati al 31 marzo 2024.
| N. |                     | Ruolo | Calciatrice                          |
| -- | ------------------- | ----- | ------------------------------------ |
| 2  | Svezia (bandiera)   | D     | Linda Sembrant                       |
| 3  | Francia (bandiera)  | D     | Inès Belloumou                       |
| 4  | Islanda (bandiera)  | D     | Glódís Perla Viggósdóttir (capitano) |
| 5  | Svezia (bandiera)   | D     | Magdalena Eriksson                   |
| 6  | Norvegia (bandiera) | D     | Tuva Hansen                          |
| 7  | Germania (bandiera) | D     | Giulia Gwinn                         |
| 8  | Germania (bandiera) | D     | Maximiliane Rall                     |
| 9  | Serbia (bandiera)   | A     | Jovana Damnjanović                   |
| 10 | Germania (bandiera) | C     | Linda Dallmann                       |
| 11 | Germania (bandiera) | A     | Lea Schüller                         |
| 12 | Germania (bandiera) | C     | Sydney Lohmann                       |
| 13 | Brasile (bandiera)  | D     | Tainara                              |
| 14 | Germania (bandiera) | C     | Alara Şehitler                       |
| 17 | Germania (bandiera) | C     | Lina Magull                          |

| N. |                          | Ruolo | Calciatrice                    |
| -- | ------------------------ | ----- | ------------------------------ |
| 17 | Germania (bandiera)      | A     | Klara Bühl                     |
| 18 | Paesi Bassi (bandiera)   | C     | Jill Baijings                  |
| 19 | Austria (bandiera)       | D     | Katharina Naschenweng          |
| 20 | Germania (bandiera)      | A     | Franziska Kett                 |
| 21 | Danimarca (bandiera)     | A     | Pernille Harder                |
| 22 | Germania (bandiera)      | P     | Maria Luisa Grohs              |
| 23 | Nuova Zelanda (bandiera) | P     | Erin Nayler                    |
| 24 | Polonia (bandiera)       | A     | Weronika Zawistowska           |
| 25 | Austria (bandiera)       | C     | Sarah Zadrazil (vicecapitano)  |
| 26 | Scozia (bandiera)        | C     | Samantha Kerr                  |
| 30 | Germania (bandiera)      | D     | Carolin Simon                  |
| 31 | Inghilterra (bandiera)   | C     | Georgia Stanway (vicecapitano) |
| 41 | Germania (bandiera)      | P     | Anna Wellmann                  |
| 44 | Islanda (bandiera)       | P     | Cecilía Rán Rúnarsdóttir       |

## Organigramma societario
Area tecnica
- Allenatore: Alexander Straus
- Allenatore in seconda: Moritz Volz
- Preparatore dei portieri:
- Preparatori atletici:

## Calciomercato

### Sessione estiva
| Acquisti | Acquisti              | Acquisti          | Acquisti      |
| R.       | Nome                  | da                | Modalità      |
| -------- | --------------------- | ----------------- | ------------- |
| P        | Janina Leitzig        | Leicester City    | fine prestito |
| P        | Erin Nayler           | IFK Norrköping    | definitivo    |
| P        | Anna Wellmann         | Turbine Potsdam   | definitivo    |
| D        | Inès Belloumou        | Montpellier       | definitivo    |
| D        | Ana María Guzmán      | Deportivo Pereira | definitivo    |
| D        | Katharina Naschenweng | Hoffenheim        | definitivo    |
| D        | Magdalena Eriksson    | Chelsea           | definitivo    |
| D        | Julia Pollak          | Meppen            | fine prestito |
| C        | Jill Baijings         | Bayer Leverkusen  | definitivo    |
| C        | Samantha Kerr         | Rangers           | definitivo    |
| C        | Alara Şehitler        | Ravensburg U19    | definitivo    |
| A        | Pernille Harder       | Chelsea           | definitivo    |
| A        | Weronika Zawistowska  | Colonia           | fine prestito |

| Cessioni | Cessioni                     | Cessioni         | Cessioni                       |
| R.       | Nome                         | a                | Modalità                       |
| -------- | ---------------------------- | ---------------- | ------------------------------ |
| P        | Janina Leitzig               | Leicester City   | definitivo                     |
| P        | Laura Benkarth               | Olympique Lione  | definitivo'                    |
| D        | Emilie Bragstad              | Bayer Leverkusen | prestito                       |
| D        | Julia Landenberger           | RB Lipsia        | definitivo                     |
| D        | Julia Pollak                 | RB Lipsia        | definitivo                     |
| C        | Sarah Ernst                  | Bayern Monaco II | aggregata alla squadra riserve |
| C        | Saki Kumagai                 | Roma             | definitivo                     |
| C        | Karólína Lea Vilhjálmsdóttir | Bayer Leverkusen | in prestito                    |
| A        | Emelyne Laurent              | Milan            | definitivo                     |
| A        | Ivana Rudelić                | Basilea          | definitivo                     |

### Sessione invernale
| Acquisti | Acquisti        | Acquisti              | Acquisti   |
| R.       | Nome            | da                    | Modalità   |
| -------- | --------------- | --------------------- | ---------- |
| D        | Linda Sembrant  | Juventus              | prestito   |
| C        | Momoko Tanikawa | JFA Academy Fukushima | definitivo |

| Cessioni | Cessioni         | Cessioni      | Cessioni    |
| R.       | Nome             | a             | Modalità    |
| -------- | ---------------- | ------------- | ----------- |
| D        | Maximiliane Rall | Chicago Stars | definitivo  |
| C        | Lina Magull      | Inter         | definitivo  |
| C        | Momoko Tanikawa  | Rosengård     | in prestito |

## Risultati

### Frauen-Bundesliga

#### Girone di andata
| Arbitro: | Hussein (Bad Harzburg) |

|                       |           |                              |
| Minge 7’ Fölmli 90+7’ | Marcatori | 21’ Schüller 90’ Naschenweng |

| Arbitro: | Wildfeuer (Lützen) |

|                         |           |  |
| Harder 45’ Dallmann 57’ | Marcatori |  |

| Arbitro: | Breier (Zerf) |

|  |           |                         |
|  | Marcatori | 13’ Harder 24’ Schüller |

| Monaco di Baviera 14 ottobre 2023, ore 17:55 CEST 4ª giornata | Bayern Monaco             | 0 – 0 referto | Eintracht Francoforte | Allianz Arena (19 000 spett.)\| Arbitro: \| Wacker (Lehrensteinsfeld) \| |
| Arbitro:                                                      | Wacker (Lehrensteinsfeld) |               |                       |                                                                          |

| Arbitro: | Duske (Leverkusen) |

|  |           |                               |
|  | Marcatori | 8’ Gwinn 14’, 42’ Damnjanović |

| Arbitro: | Hussein (Bad Harzburg) |

|                       |           |              |
| Dallmann 29’ Bühl 37’ | Marcatori | 63’ Oberdorf |

| Arbitro: | Schwermer (Ballenstedt) |

|                                   |           |  |
| Damnjanović 8’ Stanway 72’ (rig.) | Marcatori |  |

| Arbitro: | Westerhoff (Bochum) |

|  |           |                             |
|  | Marcatori | 2’ Eriksson 24’ Naschenweng |

| Arbitro: | Michel (Magonza) |

|                                       |           |  |
| Eriksson 6’ Gwinn 52’ Damnjanović 58’ | Marcatori |  |

| Arbitro: | Diekmann (Essen) |

|                  |           |              |
| Desic 72’ (rig.) | Marcatori | 11’ Schüller |

| Arbitro: | Westerhoff (Bochum) |

|          |           |  |
| Bühl 22’ | Marcatori |  |

#### Girone di ritorno
| Arbitro: | Wacker (Lehrensteinsfeld) |

|                                                       |           |  |
| Sembrant 6’ Schüller 19’ Dallmann 58’ Naschenweng 60’ | Marcatori |  |

| Arbitro: | Wildfeuer (Lützen) |

|  |           |                                                                            |
|  | Marcatori | 18’ Dallmann 34’ (aut.) Hechler 45+3’ Schüller 52’ Stanway 64’ Damnjanović |

| Arbitro: | Heidenreich (Bad Schwartau) |

|                                  |           |  |
| Viggósdóttir 54’ Damnjanović 79’ | Marcatori |  |

| Arbitro: | Breier (Zerf) |

|              |           |                       |
| Freigang 67’ | Marcatori | 21’ Bühl 77’ Schüller |

| Arbitro: | Lutz (Poppenhausen) |

|                                                |           |  |
| Harder 2’, 63’ Schüller 4’, 19’ Dallmann 90+2’ | Marcatori |  |

| Arbitro: | Michel (Magonza) |

|  |           |                                              |
|  | Marcatori | 48’ Harder 57’ Bühl 76’ Schüller 87’ Stanway |

| Arbitro: | Kost (Schwerte) |

|          |           |                                                                |
| Ries 42’ | Marcatori | 49’ Gwinn 52’ Stanway 63’ Eriksson 87’ Damnjanović 90’ Lohmann |

| Arbitro: | Weigelt (Lipsia) |

|                                            |           |  |
| Eriksson 48’ Damnjanović 57’ Stanway 90+5’ | Marcatori |  |

| Arbitro: | Heidenreich (Bad Schwartau) |

|                |           |                          |
| Karczewska 62’ | Marcatori | 17’ Stanway 27’ Dallmann |

| Arbitro: | Duske (Leverkusen) |

|                                  |           |  |
| Harder 5’, 13’, 19’ Schüller 79’ | Marcatori |  |

| Arbitro: | Breier (Zerf) |

|            |           |                                                   |
| Dongus 21’ | Marcatori | 10’ Simon 54’ Dallmannr 83’ Harder 90+3’ Schüller |

### DFB-Pokal
| Arbitro: | Westerhoff (Bochum) |

|  |           |                            |
|  | Marcatori | 19’ Harder 75’ Damnjanović |

| Arbitro: | Lutz (Poppenhausen) |

|  |           |                                                                       |
|  | Marcatori | 21’ Damnjanović 24’ Lohmann 78’ Baijings 85’ Şehitler 88’, 90’ Harder |

| Arbitro: | Weigelt (Lipsia) |

|  |           |                                 |
|  | Marcatori | 12’ Harder 14’, 42’ Damnjanović |

| Arbitro: | Hussein (Bad Harzburg) |

|                                 |                      |                                   |
| Stanway 4’                      | Marcatori            | 18’ Reuteler                      |
| Stanway Lohmann Eriksson Harder | Tiri di rigore 3 – 1 | Freigang Reuteler Prašnikar Dunst |

| Arbitro: | Schwermer (Ballenstedt) |

|  |           |                       |
|  | Marcatori | 14’ Brand 40’ Janssen |

### UEFA Women's Champions League

#### Fase a gironi
| Arbitro: | Welch |

|                                     |           |                           |
| Damnjanović 20’ Linari 45+4’ (aut.) | Marcatori | 58’ Viens 90+1’ Giugliano |

| Arbitro: | Huerta de Aza |

|  |           |              |
|  | Marcatori | 21’ Eriksson |

| Arbitro: | Monzul' |

|             |           |           |
| Schüller 2’ | Marcatori | 38’ Grant |

| Arbitro: | Foster |

|              |           |  |
| Leuchter 44’ | Marcatori |  |

| Arbitro: | Klarlund |

|                              |           |                     |
| Giacinti 33’ Giugliano 90+3’ | Marcatori | 87’, 90+6’ Schüller |

| Arbitro: | Augustyn |

|                       |           |                                 |
| Gwinn 36’ Lohmann 75’ | Marcatori | 73’ Chawinga 88’ (aut.) Stanway |

## Statistiche

### Statistiche di squadra
| Competizione         | Punti | In casa | In casa | In casa | In casa | In casa | In casa | In trasferta | In trasferta | In trasferta | In trasferta | In trasferta | In trasferta | Totale | Totale | Totale | Totale | Totale | Totale | DR  |
| Competizione         | Punti | G       | V       | N       | P       | Gf      | Gs      | G            | V            | N            | P            | Gf           | Gs           | G      | V      | N      | P      | Gf     | Gs     | DR  |
| -------------------- | ----- | ------- | ------- | ------- | ------- | ------- | ------- | ------------ | ------------ | ------------ | ------------ | ------------ | ------------ | ------ | ------ | ------ | ------ | ------ | ------ | --- |
| Frauen Bundesliga    | 60    | 11      | 10      | 1       | 0       | 28      | 1       | 11           | 9            | 2            | 0            | 32           | 7            | 22     | 19     | 3      | 0      | 60     | 8      | +52 |
| DFB-Pokal der Frauen | -     | 2       | 0       | 1       | 1       | 1       | 3       | 3            | 3            | 0            | 0            | 11           | 0            | 5      | 3      | 1      | 1      | 12     | 3      | +9  |
| Champions League     | -     | 3       | 0       | 3       | 0       | 5       | 5       | 3            | 1            | 1            | 1            | 3            | 3            | 6      | 1      | 4      | 1      | 8      | 8      | 0   |
| Totale               | -     | 16      | 10      | 5       | 1       | 34      | 9       | 17           | 13           | 3            | 1            | 46           | 10           | 33     | 23     | 8      | 2      | 80     | 19     | +61 |

### Andamento in campionato
| Giornata  | 1 | 2 | 3 | 4 | 5 | 6 | 7 | 8 | 9 | 10 | 11 | 12 | 13 | 14 | 15 | 16 | 17 | 18 | 19 | 20 | 21 | 22 |
| --------- | - | - | - | - | - | - | - | - | - | -- | -- | -- | -- | -- | -- | -- | -- | -- | -- | -- | -- | -- |
| Luogo     | T | C | T | C | T | C | C | T | C | T  | C  | C  | T  | C  | T  | C  | T  | T  | C  | T  | C  | T  |
| Risultato | N | V | V | N | V | V | V | V | V | N  | V  | V  | V  | V  | V  | V  | V  | V  | V  | V  | V  | V  |
| Posizione | 6 | 3 | 3 | 3 | 3 | 1 | 1 | 1 | 1 | 2  | 2  | 1  | 1  | 1  | 1  | 1  | 1  | 1  | 1  | 1  | 1  | 1  |

Legenda:

Luogo: C = Casa; T = Trasferta. Risultato: V = Vittoria; N = Pareggio; P = Sconfitta.

### Statistiche delle giocatrici
| Giocatore         | Frauen-Bundesliga | Frauen-Bundesliga | Frauen-Bundesliga | Frauen-Bundesliga | DFB-Pokal der Frauen | DFB-Pokal der Frauen | DFB-Pokal der Frauen | DFB-Pokal der Frauen | UEFA Champions League | UEFA Champions League | UEFA Champions League | UEFA Champions League | Totale   | Totale | Totale      | Totale     |
| Giocatore         | Presenze          | Reti              | Ammonizioni       | Espulsioni        | Presenze             | Reti                 | Ammonizioni          | Espulsioni           | Presenze              | Reti                  | Ammonizioni           | Espulsioni            | Presenze | Reti   | Ammonizioni | Espulsioni |
| ----------------- | ----------------- | ----------------- | ----------------- | ----------------- | -------------------- | -------------------- | -------------------- | -------------------- | --------------------- | --------------------- | --------------------- | --------------------- | -------- | ------ | ----------- | ---------- |
| J. Baijings       | 14                | 0                 | 0                 | 0                 | 4                    | 1                    | 1                    | 0                    | 1                     | 0                     | 0                     | 0                     | 19       | 1      | 1           | 0          |
| I. Belloumou      | 9                 | 0                 | 0                 | 0                 | 1                    | 0                    | 1                    | 0                    | 2                     | 0                     | 0                     | 0                     | 12       | 0      | 1           | 0          |
| K. Bühl           | 21                | 4                 | 0                 | 0                 | 4                    | 0                    | 0                    | 0                    | 4                     | 0                     | 0                     | 0                     | 29       | 4      | 0           | 0          |
| L. Dallmann       | 21                | 7                 | 1                 | 0                 | 5                    | 0                    | 1                    | 0                    | 5                     | 0                     | 0                     | 0                     | 31       | 7      | 2           | 0          |
| J. Damnjanović    | 21                | 8                 | 3                 | 0                 | 5                    | 4                    | 0                    | 0                    | 6                     | 1                     | 1                     | 0                     | 32       | 13     | 4           | 0          |
| M. Eriksson       | 13                | 4                 | 0                 | 0                 | 3                    | 0                    | 1                    | 0                    | 4                     | 1                     | 0                     | 0                     | 20       | 5      | 1           | 0          |
| S. Ernst          | -                 | -                 | -                 | -                 | -                    | -                    | -                    | -                    | 0                     | 0                     | 0                     | 0                     | 0        | 0      | 0           | 0          |
| L. Gloning        | -                 | -                 | -                 | -                 | -                    | -                    | -                    | -                    | 0                     | 0                     | 0                     | 0                     | 0        | 0      | 0           | 0          |
| M.L. Grohs        | 21                | -7                | 0                 | 0                 | 3                    | -3                   | 0                    | 0                    | 6                     | -8                    | 0                     | 0                     | 30       | -18    | 0           | 0          |
| G. Gwinn          | 19                | 3                 | 3                 | 0                 | 3                    | 0                    | 1                    | 0                    | 6                     | 1                     | 0                     | 0                     | 28       | 4      | 4           | 0          |
| T. Hansen         | 14                | 0                 | 0                 | 0                 | 5                    | 0                    | 0                    | 0                    | 2                     | 0                     | 0                     | 0                     | 21       | 0      | 0           | 0          |
| P. Harder         | 15                | 9                 | 3                 | 0                 | 5                    | 4                    | 0                    | 0                    | 3                     | 0                     | 0                     | 0                     | 23       | 13     | 3           | 0          |
| S. Kerr           | 13                | 0                 | 0                 | 0                 | 3                    | 0                    | 0                    | 0                    | 1                     | 0                     | 0                     | 0                     | 17       | 0      | 0           | 0          |
| F. Kett           | 8                 | 0                 | 2                 | 0                 | 2                    | 0                    | 0                    | 0                    | 4                     | 0                     | 0                     | 0                     | 14       | 0      | 2           | 0          |
| S. Lohmann        | 18                | 1                 | 2                 | 0                 | 4                    | 1                    | 0                    | 0                    | 6                     | 1                     | 3                     | 0                     | 28       | 3      | 5           | 0          |
| L. Magull         | 8                 | 0                 | 0                 | 0                 | 1                    | 0                    | 0                    | 0                    | 4                     | 0                     | 0                     | 0                     | 13       | 0      | 0           | 0          |
| K. Naschenweng    | 17                | 3                 | 2                 | 0                 | 4                    | 0                    | 0                    | 0                    | 5                     | 0                     | 1                     | 0                     | 26       | 3      | 3           | 0          |
| E. Nayler         | 1                 | 0                 | 0                 | 0                 | -                    | -                    | -                    | -                    | 0                     | 0                     | 0                     | 0                     | 1        | 0      | 0           | 0          |
| M. Rall           | 2                 | 0                 | 0                 | 0                 | 3                    | 1                    | 0                    | 0                    | 1                     | 0                     | 0                     | 0                     | 6        | 1      | 0           | 0          |
| C.R. Rúnarsdóttir | -                 | -                 | -                 | -                 | -                    | -                    | -                    | -                    | -                     | -                     | -                     | -                     | -        | -      | -           | -          |
| L. Schüller       | 21                | 11                | 1                 | 0                 | 4                    | 0                    | 0                    | 0                    | 5                     | 3                     | 0                     | 0                     | 30       | 14     | 1           | 0          |
| A. Şehitler       | 3                 | 0                 | 0                 | 0                 | 2                    | 1                    | 0                    | 0                    | 1                     | 0                     | 0                     | 0                     | 6        | 1      | 0           | 0          |
| L. Sembrant       | 10                | 1                 | 0                 | 0                 | 3                    | 0                    | 1                    | 0                    | -                     | -                     | -                     | -                     | 13       | 1      | 1           | 0          |
| C. Simon          | 2                 | 1                 | 0                 | 0                 | 1                    | 0                    | 0                    | 0                    | -                     | -                     | -                     | -                     | 3        | 1      | 0           | 0          |
| G. Stanway        | 21                | 6                 | 6                 | 0                 | 5                    | 1                    | 2                    | 0                    | 6                     | 0                     | 2                     | 0                     | 32       | 7      | 10          | 0          |
| Tainara           | 5                 | 0                 | 0                 | 0                 | 1                    | 0                    | 0                    | 0                    | 3                     | 0                     | 0                     | 0                     | 9        | 0      | 0           | 0          |
| G. Viggósdóttir   | 22                | 1                 | 2                 | 0                 | 5                    | 0                    | 0                    | 0                    | 6                     | 0                     | 0                     | 0                     | 33       | 1      | 2           | 0          |
| A. Wellmann       | 1                 | -1                | 0                 | 0                 | 2                    | 0                    | 0                    | 0                    | 0                     | 0                     | 0                     | 0                     | 3        | -1     | 0           | 0          |
| S. Zadrazil       | 19                | 0                 | 0                 | 0                 | 3                    | 0                    | 0                    | 0                    | 6                     | 0                     | 1                     | 0                     | 28       | 0      | 1           | 0          |
| W. Zawistowska    | -                 | -                 | -                 | -                 | -                    | -                    | -                    | -                    | -                     | -                     | -                     | -                     | -        | -      | -           | -          |